# Okechukwu Azubuike
Okechukwu Godson Azubuike (Katsina, 19 aprile 1997) è un calciatore nigeriano, centrocampista svincolato.

## Carriera

### Club
Ha giocato nei campionati nigeriano, turco ed egiziano.

### Nazionale
È stato convocato con la propria nazionale per le Olimpiadi del 2016.

## Palmarès

### Club

#### Competizioni nazionali
- Campionato turco: 1

İstanbul Başakşehir: 2019-2020

### Nazionale
- Bronzo olimpico: 1

Rio de Janeiro 2016